# FC Martigues
FC Martigues is een Franse voetbalclub uit het departement Bouches-du-Rhône.
De club werd in 1921 opgericht. Tussen 1964 en 1973 heette de club Martigues Sport na een fusie van alle plaatselijke ploegen maar nam nadien weer zijn oude naam aan. In de jaren 80 werkte de club samen met Olympique Marseille, jong talent kon groeien bij Martigues.
De eerste klasse werd in 1993 bereikt en de club kon daar 3 seizoenen standhouden. Twee jaar later degradeerde de club zelfs naar 3de maar kon in 2000 terugkeren. Na 2 seizoenen degradeerde de club opnieuw en een seizoen later had de club financiële problemen waardoor naar 4de gedegradeerd werd. Na het seizoen 2005/06 kon de club terugkeren in de 3de klasse. In 2008 degradeerde de club echter terug. In 2011 werd de club tweede, maar doordat Pacy VEF om financiële redenen degradeerde kon Martigues terug promoveren. Na één seizoen degradeerde de club weer. In 2024 gaat de club voor een nieuwe poging ter handhaving in de Ligue-2.

## Bekende (ex-)spelers
- Ali Ahamada
- Ali Benarbia
- Éric Cantona
- Rod Fanni
- Ľubomír Luhový
- Olivier Pantaloni